# 細川尚春
細川尚春（日语：／ Hosokawa Hisaharu，？—1519年6月8日）是日本戰國時代武將，細川氏一門淡路守護家實質上的最後一任當主。

## 生涯
尚春是細川成春之子，獲室町幕府第9代將軍足利義尚賜予偏諱而得名。由於尚春在義尚的將軍任期（文明5年至長享3年，西曆為1473年 - 1489年）內元服，因此可以推斷尚春的出生日期是在長祿4年至文明12年（1460年 - 1480年）之間。由於尚春之父成春在文明15年（1485年）死去，因此繼任家督，並且成為淡路守護的尚春，很大可能是在此時元服。當時室町幕府，由管領細川政元主導幕政，乃京兆細川氏的全盛時期，然而政元收了三名養子—關白九條政基之子細川澄之、阿波細川氏當主細川義春之子細川澄元和細川野州家當主細川政春之子細川高國，因此陷入爭奪家督之位的局面。永正2年（1505年），尚春奉政元之命進攻讚岐與細川成之和三好之長等人交戰，但是敗北。永正4年（1507年），政元被支持澄之的香西元長和藥師寺長忠等人暗殺，尚春因而靠攏澄元和高國，成功擊敗澄之，是為永正的錯亂。
戰後，尚春與掌握京兆家實權的高國對立，在永正8年（1511年），之長在和泉深井城舉兵攻打高國時，尚春也在淡路響應，發動蘆屋河原合戰攻入攝津，但是兵敗而撤回淡路。其後，形勢不利的尚春向高國投降，但是在永正14年（1517年）9月不敵攻入淡路的之長而逃亡至和泉堺。永正16年（1519年）5月11日，尚春在阿波被之長殺害，自此淡路守護細川氏絕後。